# Hawaiimusik

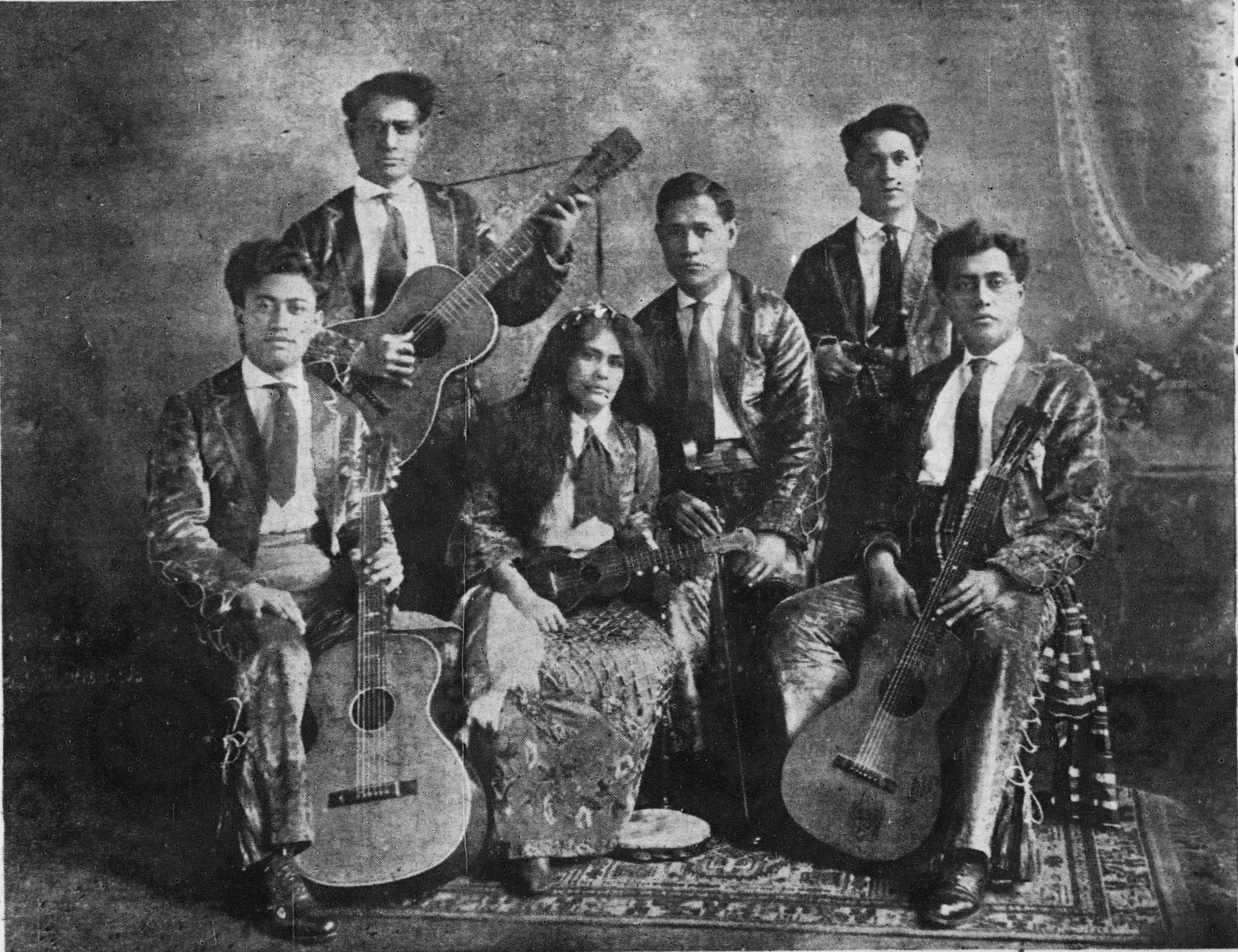
Studenten aus Honolulu, die Boston unterhalten (1908)

Die Hawaiimusik umfasst viele traditionelle und berühmte Stile, die von landeseigener hawaiischer Volksmusik bis hin zu moderner Rockmusik und Hip-Hop reichen. Hawaiis Beitrag zur Musik der Vereinigten Staaten steht in keinem Verhältnis zur geringen Landgröße des Staates. Stile, wie zum Beispiel die Slack-Key-Gitarre sind weltbekannt und hawaiisch gefärbte Musik ist häufig in Hollywood-Soundtracks enthalten. Hawaii trug außerdem mit der Einführung der Hawaiigitarre in nicht unbedeutendem Teil zum Blues (Delta-Blues, Country-Blues), zum Rock ’n’ Roll und zur Country-Musik bei.
Traditionelle hawaiische Volksmusik ist ein bedeutender Teil des musikalischen Erbes des Staates. Hawaiis Ureinwohner bewohnten die Insel jahrhundertelang und erhielten einen Großteil ihres musikalischen Wissens. Die Musik ist von Natur aus sehr religiös und beinhaltet Sprechgesang sowie Tanzmusik. Hawaiische Musik hatte einen enormen Effekt auf die Musik anderer polynesischer Inseln; der Musiker Peter Manuel bezeichnete den Einfluss der Musik Hawaiis als „vereinenden Faktor in der Entwicklung moderner pazifischer Musik“.

## Musikfestivals und Schauplätze

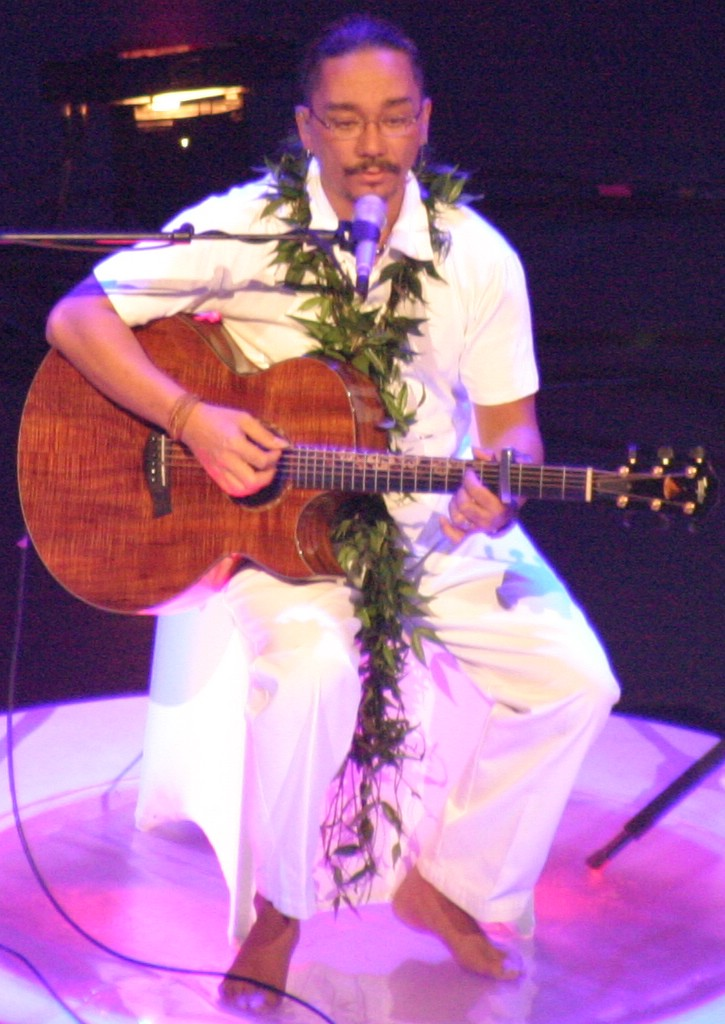
Kealiʻi Reichel. Ninth Annual Kukahi Concert, February 12, 2005. Maui Arts & Cultural Center

Größere Musikfestivals sind zum Beispiel das Merrie Monarch Festival, welches Hula-Gruppen auf der ganzen Welt zusammenbringt, sowie eine große Anzahl weiterer Slack-key- und Steelguitarfestivals: das Big Island Slack Key Guitar Festival, das Steel Guitar Association Festival und das Gabby Pahinui/Atta Isaacs Slack Key Festival. Die im April stattfindende Aloha Week ist eine berühmte Touristenattraktion, genauso wie das Molokaʻi Music Festival, welches zur Zeit des Labor Day zelebriert wird. Darüber hinaus gibt es noch das Hawaii International Jazz Festival, das 1993 gegründet wurde, mit Feiern auf Oʻahu, Hawaiʻi, Maui und Kauaʻi.
In Hawaii befinden sich verschiedene Hotels, viele dieser bieten Musik am Nachmittag oder Abend dar; einige der eher markanteren Hotels sind zum Beispiel das Kahala Hilton, das Sheraton Moana-Hotel, das Sheraton Waikiki, das Halekulani, Casanova’s und das King Kamehameha Hotel. Größere Schauplätze für Musik sind das University Theater, welches 600 Sitze hat und damit der größte Schauplatz der Big Island ist. Der größte Veranstaltungsort und Kulturausstellungs-Center auf Kauaʻi ist das Kauai Community College Performing Arts Center. Die Neal S. Blaisdell Center Arena ist der größte Veranstaltungsplatz in Honolulu und mit der größte des Staates – weitere Veranstaltungsplätze für hawaiische Musik auf Oʻahu sind das Waikiki Shell im Kapiʻolani Park in Waikīkī, Kennedy Theatre und Andrews Amphitheatre auf dem Campus der University of Hawaiʻi at Mānoa, die Blaisdell Center Konzerthalle, das Hawaiʻi Theatre im Zentrum Honolulus, der Red Elephant (ein Platz für Darbietungen und Aufnahmestudio im Zentrum von Honolulu), das Palikū Theatre auf dem Campus des Windward Community College und das Leeward Community College Theatre. Das historische Lanai Theatre ist ein Kulturdenkmal auf Lānaʻi, das bis in die 1930er Jahre zurückreicht.

## Musikinstitute und -industrie
Hawaii beheimatet einige angesehene Musikinstitute für einige Fachgebiete. Das Honolulu Symphony Orchestra ist ein wichtiger Teil der Musikgeschichte des Staates und gleichzeitig das älteste Orchester der Vereinigten Staaten westlich der Rocky Mountains, gegründet im Jahre 1900. Das Orchester hat mit anderen örtlichen Instituten zusammengearbeitet, wie zum Beispiel mit dem Hawaii Opera Theatre und dem Oʻahu Choral Society’s Honolulu Symphony Chorus, das das Hawaii International Choral Festival betreibt.

## Volksmusik

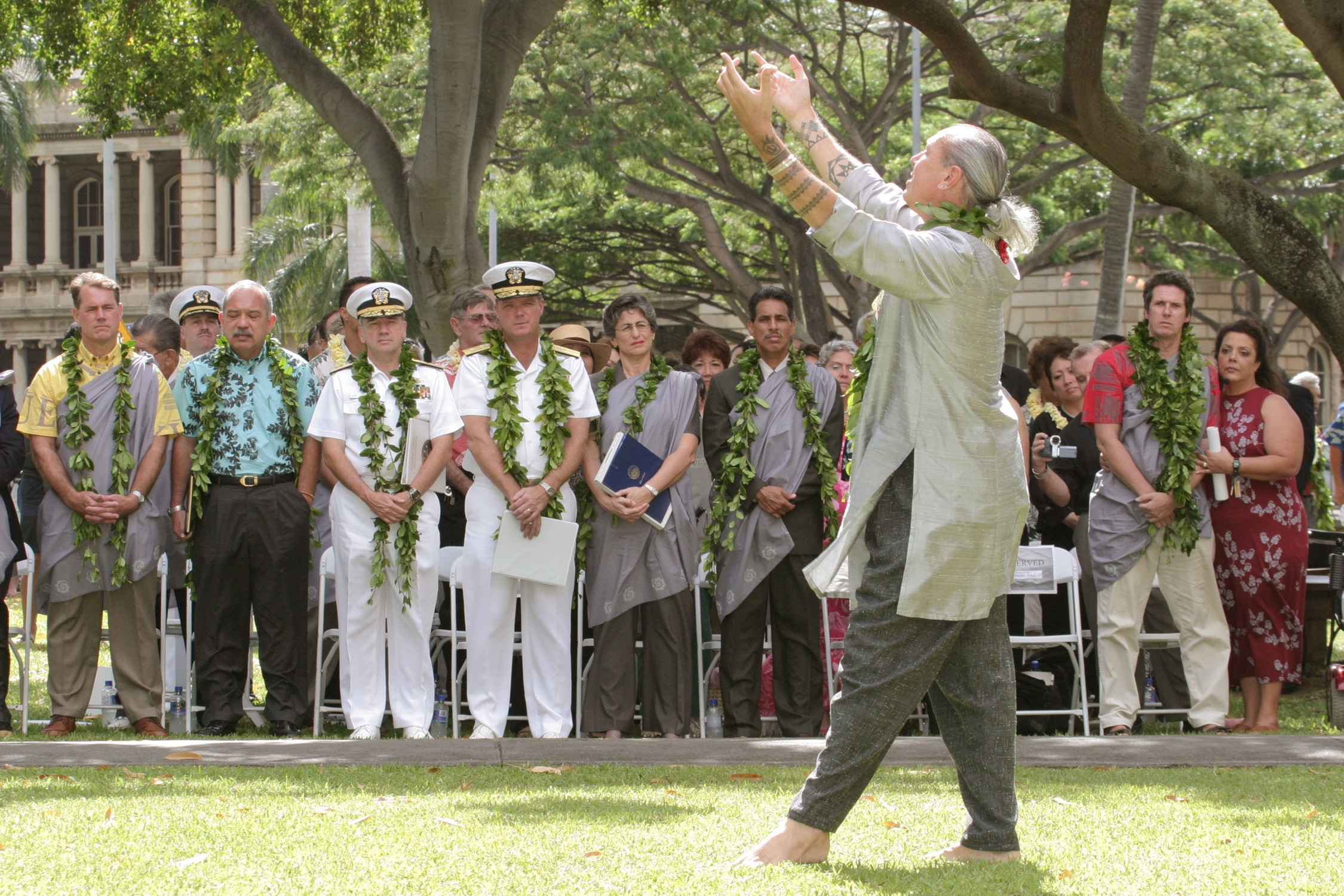
Hula-Performance bei der Zeremonie, die die Kontrolle über die Insel Kahoolawe der U.S. Navy übergibt, aufgeführt von Uncle Frank Kawaikapuokalani Hewett

Hawaiische Volksmusik beinhaltet einige unterschiedliche Arten von Gesang (mele) und Musik für hoch-ritualisierten Tanz Hula. Traditionelle hawaiische Musik war zweckbetont und wurde zum Ausdruck von Gebeten zur Kommunikation zwischen Generationen und Mythologie genutzt, sowie zur Begleitung von Spielen, Festen und anderer weltlicher Events. In der hawaiischen Sprache gibt es keine wörtliche und genaue Übersetzung für Musik, es existiert allerdings vielfältiges Vokabular um Rhythmen, Instrumente, Stile und Elemente der Stimmbildung genau zu beschreiben. Hawaiische Folkmusik ist sehr einfach in Bezug auf die Melodie und den Rhythmus, jedoch „komplex und reich“ an „der Poesie, die den mimetischen Tanz (Hula) und die Feinheiten der Stimmstile begleitet … auch in der abgeschwächten Form in der sie heutzutage fortbestehen“.
Der Gesang (mele) wird typischerweise von einer ipu heke (einem Zweier-Kürbis) und/oder pahu (einer mit Haifischhaut überzogenen Trommel) begleitet. Einige Tänze benötigen Tänzer, um Hula-Hilfsmittel, so wie ipu (einfacher Kürbis), ʻiliʻili (Kastagnetten aus vom Wasser geschliffenen Lavasteinen), ʻulī ʻulī (gefiederte Kürbisrasseln), pūʻili (geteilte Bambus-Hölzer) oder kālaʻau (Rhythmushölzer). Der ältere Stil des Hula wird kahiko genannt, während die moderne Version als ʻauana bezeichnet wird. Darüber hinaus gibt es noch religiöse Gesänge, genannt oli; sind sie von Tanz und Trommeln begleitet, werden sie mele hula pahu genannt.
In der hawaiischen Sprache vor dem ersten Kontakt bezog sich das Wort mele auf jegliche Art poetischen Ausdrucks, obwohl es nun als Musikstück übersetzt wird. Die zwei Arten hawaiischen Gesangs waren mele oli und mele hula. Die ersten waren A-cappella-Individualsongs, während letzterer von Tanzmusik, die von einer Gruppe gespielt wurde, begleitet wurde. Die Sänger waren auch als haku mele bekannt und waren gut geübte Komponisten und Künstler. Einige Gesangsarten drücken Gefühle wie Angst und Zuneigung aus oder erbitten eine Gefälligkeit von einer anderen Person. Andere Gesänge sind für spezielle Zwecke, wie zum Beispiel Namensgebung, (mele inoa), Gebete (mele pule), Surfen/Wellenreiten (mele heʻe nalu) und genealogische Rezitation (mele koihonua). Mele-Gesänge wurden mit strengen Regeln verwaltet und in einer Vielzahl von Stilen, darunter der schnelle kepakepa und der ausgedrückte koihonua ausgeübt.

## Musikgeschichte
Hawaiis Musik ist seit dem späten 18. Jahrhundert dokumentiert, als die ersten haoles (Nicht-Hawaiier) auf der Insel eintrafen. Von 1778 an begann eine Phase der Akkulturation auf Hawaii, dabei wurden verschiedene Stile europäischer Musik eingeführt, darunter die Hymnen (himeni), die von protestantischen Missionarschören importiert wurden. Spanisch sprechende Cowboys aus Mexiko (paniolos) hatten Einfluss, insbesondere mit der Einführung der Saiteninstrumente wie der Gitarre und möglicherweise auch auf die Technik des Jodelns, während portugiesische Immigranten die ukulelenähnliche Braguinha mitbrachten.
Elizabeth Tatar teilte die Musikgeschichte Hawaiis in sieben Zeitabschnitte ein, beginnend mit der Ankunft der Europäer und ihrer Musikkultur etwa von 1820 bis 1872. Der darauffolgende Abschnitt bis zum Anfang des 20. Jahrhunderts zeichnet sich durch die Entstehung eines europäisch beeinflussten, aber immer noch charakteristisch hawaiischen Stiles, während sich die Instrumente der Europäer auf der ganzen Insel verteilten. Die dritte Periode (nach Tatar) von 1900 bis ca. 1915 erlebte die weitreichende Integration hawaiischer Musik in die amerikanische Populär-Musik mit der Erfindung des hapa haole-Songs, der die englische Sprache nutzt und sich nur oberflächlich hawaiischen Lokalkolorits bedient. In diese Phase fällt die Entstehung der hawaiischen Plattenindustrie im Jahre 1906, als die Victor Talking Machine Company die ersten 53 Aufnahmen des Staates machte. Ab 1912 bekamen hawaiische Schallplatten auch Aufmerksamkeit auf dem amerikanischen Festland.
Von 1915 bis 1930 wurde die Musik Hawaiis weltweit immer populärer, obwohl die zu dieser Zeit als hawaiisch vermarkteten Songs nur noch flüchtige Bezüge zu traditioneller hawaiischer Musik hatten. Während dieser Periode übte Musik aus Tahiti und Samoa mit ihren schnelleren und komplizierteren Rhythmen Einfluss auf die hawaiische Musik aus. Die folgende Ära, von ungefähr 1930 bis 1960, wurde als „Goldene Zeit der hawaiischen Musik“ bezeichnet, als populäre Stile von Orchestern und Big Bands adaptiert wurden und hawaiische Künstler, wie Lani MacIntire und Sol Hoopii, Mainstream-Stars wurden. In den 1960ern verlor Hawaiimusik unter dem Eindruck von US-Rock, -Soul und -Popmusik an Popularität. Dieser Trend drehte sich in der Endperiode der Musikgeschichte Hawaiis, dem modernen Zeitalter, um, das mit der hawaiischen Renaissance in den 1970ern begann und sich mit der Gründung einer Vielzahl moderner Musikszenen in Bereichen wie Indie-Rock, hawaiischer Hip-Hop und Jawaiian fortsetzte.

### Königin Liliʻuokalani und Heinrich Berger

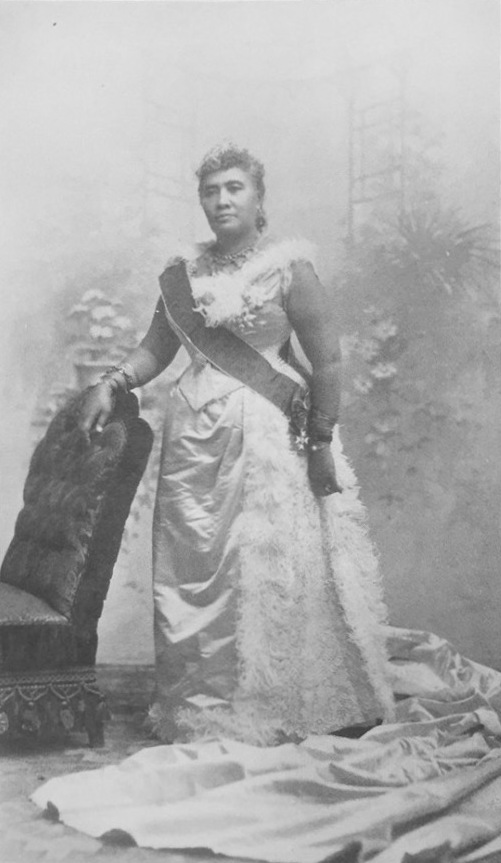
Königin Liliʻuokalani

Königin Liliʻuokalani war die letzte Königin auf Hawaii, bevor die hawaiische Monarchie gestürzt wurde. Sie war außerdem Musikerin und Komponistin, vor allem bekannt durch „Aloha ʻOe“. Sie gehörte zu den vielen Mitgliedern der hawaiischen Königsfamilie mit musischen Vorlieben. Diese wurden von dem preußischen Militärkapellmeister Heinrich Berger ausgebildet, der auf Anfrage von Kamehameha V. von Wilhelm I. als Leiter der Royal Hawaiian Band abgestellt worden war. Berger war fasziniert von hawaiischer Volksmusik und sammelte originale Zeugnisse. Allerdings brachte er auch seinen eigenen musikalischen Hintergrund als Deutscher ein und beeinflusste damit die hawaiischen Musiker und Komponisten. So lässt sich die Vorliebe der Hawaiier für Märsche und Walzer durch das Wirken Bergers erklären.

### Gitarreninnovationen
Gitarren könnten auf verschiedenen Wegen nach Hawaii gelangt sein: durch Seefahrer, Missionare oder Reisende aus Kalifornien. Die meistkolportierte Geschichte ist allerdings, dass mexikanische Cowboys (vaqueros), die 1832 von Kamehameha III. ins Land geholt worden waren, das Instrument einführten. Hawaiis Cowboys (paniolo) nutzten Gitarren in ihrer traditionellen Folkmusik. Die Portugiesen führten ein Instrument, genannt Braguinha ein, eine kleine, viersaitige Madeira-Variante der Cavaquinho; dieses Instrument war der Vorreiter der ʻUkulele.
Mit der Ankunft der Portugiesen in den 1860ern wurden auch Gitarren mit Stahlsaiten bekannt und Ende der 1880er Jahre hatte sich Slack-Key (siehe Offene Stimmung) auf den Inseln verbreitet. Ein Schiff mit der Bezeichnung Ravenscrag brachte am 23. August 1879 portugiesische Feldarbeiter aus Madeira nach Honolulu. Die Legende besagt, dass ein gewisser João Fernandes – später ein berühmter Musiker – versucht habe, die Hawaiier zu beeindrucken, indem er auf der Braguinha eines Freundes Folkmusik spielte; die Hawaiier hätten das Instrument ʻUkulele (springender Floh) genannt, was sich auf die schnellen Finger des Mannes bezog. Anderen Quellen zufolge bedeutet das Wort Geschenk, das hier ankam oder eine Verballhornung von ukeke lele (tanzende Ukeke, eines dreisaitigen Violinenbogens).

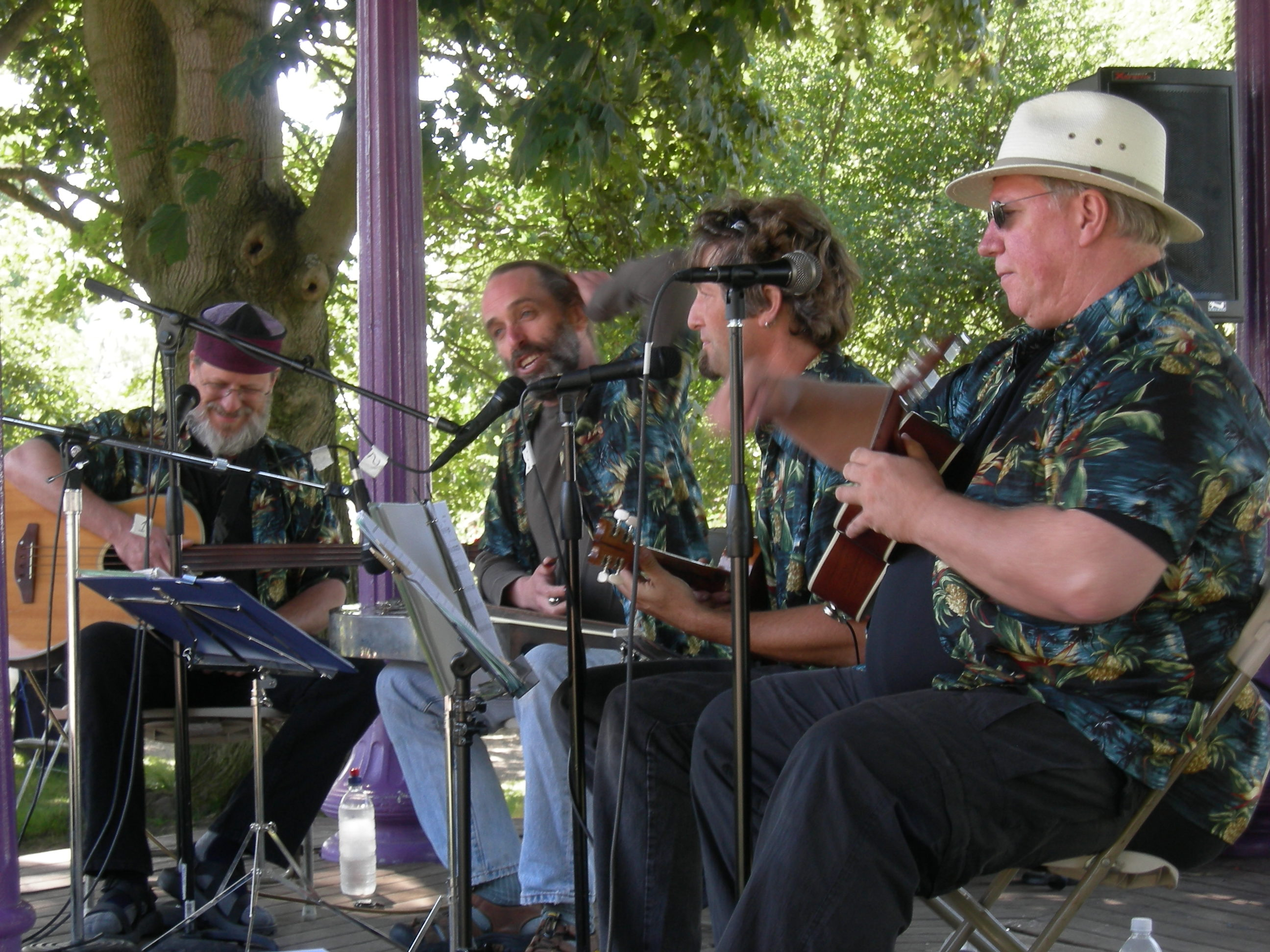
Die Na Hila Hila Boys beim Seattle Tilth Harvest Festival, Wallingford, Seattle, Washington

### Spätes 19. und frühes 20. Jahrhundert
In den 1880ern und 1890ern stärkte König David Kalakaua die Kultur Hawaiis und unterstützte zugleich das Hinzufügen neuer Instrumente, wie zum Beispiel der Ukulele und möglicherweise auch der Steel Guitar [Siehe: Kanahele, George S., Hawaiian Music and Musicians, pp 367–368]. Kalakauas Nachfolgerin war seine Schwester Liliʻuokalani, die Komponistin des berühmten Aloha ʻOe. Während dieses Zeitabschnitts entwickelte sich die Musik Hawaiis zu einem neu ausgeprägten Stil hin; Brassbands wie die Royal Hawaiian Band spielten hawaiische Songs genauso wie populäre Märsche und Ragtime.
Um 1889 begann Joseph Kekuku damit, ein Stück Stahl über die Saiten einer Gitarre gleiten zu lassen (glissando), womit er die Steelguitar (kila kila) erfand; ungefähr zur selben Zeit wurde traditionelle hawaiische Musik mit englischen Texten versehen – dies wurde als Hapa haole („halb weiß“) bezeichnet. Gesang beherrschte hawaiische Musik bis ins 20. Jahrhundert, als instrumentale Musik in Mode kam. Moderne slack-key-Guitar ist vorwiegend instrumental.
Von ca. 1895 bis 1915 entstand eine immer größere Nachfrage nach hawaiischen Tanzbands. Diese waren typischerweise Saitenquintette. 1903 komponierte Albert Cunha My Waikiki Mermaid, wohl den ersten berühmten Hapa-haole-Song (Der erstbekannte Hapa-haole-Song, Eating of the Poi, wurde in Ka Buke o na Leo Mele Hawaii…o na Home Hawaii in Honolulu im Jahre 1888 veröffentlicht. [Siehe Kanahele, George S., Hawaiian Music and Musicians pp 71–72]).
1927 begann die hawaiische Sängerin Rose Moe (1908–1999) zusammen mit ihrem Mann Tau Moe (1908–2004), einem Gitarristen aus Samoa, eine Tournee mit der Show Madame Riviere’s Hawaiians. Diese nahmen im Jahre 1929 acht Songs in Tokio auf. Rose und Tau tourten noch über 50 Jahre und lebten dabei u. a. in Deutschland, dem Libanon und Indien. Sie traten sogar 1938 in Nazi-Deutschland auf, es wird behauptet, sogar vor Adolf Hitler. Zusammen mit ihren Kindern tat die Familie Tau Moes viel, um die Klänge hawaiischer Folkmusik und Hapa-haole-Musik auf der Welt zu verbreiten. 1988 nahm die Moe-Familie mit Hilfe des Musikers und Ethnomusikologen Bob Brozman die Session von 1929 erneut auf.
In den 1920ern entwickelte sich auch der einzigartige hawaiische Jazzstil, angeregt von Künstlern der Moana- und Royal Hawaiian-Hotels.

#### Slack Key Guitar
Slack-key guitar (kī ho’alu auf Hawaiisch) ist ein Spielstil, bei dem die Saiten mit den Fingern gezupft werden (Finger-Picking). Die Saiten werden tiefer (als bei der klassischen Gitarre) gestimmt, um eine (offene) Stimmung, z. B. einen Durakkord (G oder C, manchmal D) oder einen Dur-Septakkord erklingen zu lassen. (Letzterer wird „wahine“-Stimmung genannt). Eine Stimmung wurde erfunden, um ein bestimmtes Lied zu spielen oder einen bestimmten Effekt zu erzielen. Bis 1960 wurden diese Stimmungen oft als Familiengeheimnis betrachtet und von Generation zu Generation weitergegeben. Während der Zeit der hawaiischen Renaissance jedoch bewegten die Vorbilder von Auntie Alice Namakelua, Leonard Kwan, Raymond Kane und Keola Beamer andere dazu, ihre Stimmungen und Techniken zu tauschen und so möglicherweise den Stil vor dem Untergang zu retten. Spieltechniken sind unter anderem „hammering-on“, „pulling-off“, „chimes“ (Obertöne) und „slides“. Diese Effekte imitieren oftmals die Falsettos und Stimm-Breaks hawaiischer Sänger.